# Aloe anivoranoensis
Aloe anivoranoensis ist eine Pflanzenart der Gattung der Aloen in der Unterfamilie der Affodillgewächse (Asphodeloideae). Das Artepitheton anivoranoensis verweist auf das Vorkommen der Art bei Anivorano in Madagaskar.

## Beschreibung

### Vegetative Merkmale
Aloe anivoranoensis wächst stammbildend und ist einfach oder von der Basis verzweigt. Die Triebe erreichen eine Länge von bis zu 30 Zentimeter und einen Durchmesser von bis zu 2 Zentimeter. An ihrer Basis sind sie dünn und werden zur Spitze dicker. Die acht bis zehn linealischen, rinnigen Laubblätter sind entlang der Triebe zerstreut angeordnet. Junge Blätter sind aufrecht, im Alter sind sie abwärts gebogen. Die blaugrüne Blattspreite ist bis zu 30 Zentimeter lang und 2 Zentimeter breit. Ihre Spitze ist lang zugespitzt und häufig spiralförmig gewunden. Die deltoiden Zähne am Blattrand sind 2 Millimeter lang und stehen 1 bis 1,5 Millimeter voneinander entfernt. Die weißen, rötlich überhauchten Blattscheiden sind 1 bis 2 Zentimeter lang.

### Blütenstände und Blüten
Der einfache Blütenstand ist aufrecht oder aufsteigend und erreicht eine Länge von 8 bis 20 Zentimeter. Die lockeren Trauben sind bis zu 10 Zentimeter lang. Die dreieckig, lang zugespitzten Brakteen weisen eine Länge von bis zu 15 Millimeter auf. Die leuchtend zinnoberroten Blüten sind an ihren Spitzen weißlich und besitzen einen grünen Mittelstreifen. Die Blüten sind 25 bis 30 Millimeter lang, oberhalb des Fruchtknotens kaum eingeschnürt und etwas gebogen. Ihre äußeren Perigonblätter sind fast nicht miteinander verwachsen. Die Staubblätter und der der Griffel ragen 10 Millimeter aus der Blüte heraus.

### Früchte
Die Früchte sind kugelförmige Beeren von 15 Millimetern Länge und einer Breite von 12 Millimeter.

## Systematik und Verbreitung
Aloe anivoranoensis ist im Nordosten von Madagaskar auf Kalksteinfelsen in laubabwerfendem Wald verbreitet.
Die Erstbeschreibung als Lomatophyllum anivoranoense durch Werner Rauh und René Hebding wurde 1998 veröffentlicht. Noch im gleichen Jahr stellten Leonard Eric Newton und Gordon Douglas Rowley die Art in die Gattung Aloe.

## Nachweise